# 虞兆中
虞兆中（1915年2月—2014年5月12日），字星拱，江蘇省宜興縣人:464，土木工程學家、教育家，臺灣大學第七任校長，臺灣通識教育倡導人。

## 生平
1915年2月生。祖父為地方仕紳，父親從商，家境小康。虞兆中幼時先在家鄉接受新式小學教育，後至縣城宜興念初中，十五歲入蘇州中學。1937年畢業于国立中央大学土木工程系。畢業後在國民政府導淮委員會服務。1938年11月回中大任教。1947年到臺灣大學任教；1957年至1961年任土木系主任，1960年創立臺灣大學第一個工學研究機構「臺灣大學土木研究所」；1972年至1979年任臺灣大學工學院院長，創立臺灣第一個資訊工程系，增設造船工程系，建立應用力學、造船工程、環境工程研究所、工業、地震研究中心，增設土木工程、機械工程博士班。1965年至1968年之間，中國土木（水利）工程會中設置並主持混凝土工程研究會；1974年膺選為該會之榮譽會員。1973年6月2日與陳宗文、戴之焌等教授，出任逢甲大學水利工程學系教育顧問委員會；這年起任國際預力混凝土協會副會長、中國工程師學會論文委員會主任委員，同年起並主持優秀青年工程師之選拔。1976年任中華學術院中華工學協會會長。1978年當選中央研究院評議員。1977年發起創立中華民國力學學會。1981年8月1日出任國立臺灣大學校長。1984年當選為中國工程師學會理事長。同年7月在校長任滿離職，之後受聘為臺大名譽教授。:464-466

### 臺大校長時期
1982年制定校名、校訓、椰樹之校徽。同年11月設立校園規劃委員會，翌年3月制定完成長達四百餘頁之「校園環境總規劃」，是此後臺大之校園設施繪製了未來的藍圖。:135:363:14為了導正大學偏重專業教育之偏差、增加學生的基本知識和可塑性，推廣通才教育。設立由13位教授組成之工作小組，制定近中期計畫，就文學、藝術、歷史、文化、哲學、社會、數學、自然科學、應用科學諸領域建立課程，同步詳列出來各課程之宗旨、綱要、授課方式，開出自然科學的大意、社會科學大意、中國古典文學名著欣賞、藝術的接觸、數學方法與推理、應用科技概念等通才課程。學界受到其影響與重視，此後教育部與各大學均相繼規劃通識教育課程。虞兆中校長治理臺大，有理想大學之理念作為基礎。大學的理念，要言之，可歸納為「大學自治，學術自主」、「尊重學生的獨立人格」、「大學教育是一種品德教育」等三方面。:465-466
對蹺課問題的看法為，教師的教法也有問題，也說道到值得教師與學生共同檢討改進。大學生已經有自主能力，上不上課自己可以決定，大學不需要中小學同樣的管理方式。

## 學術研究
著書甚豐，在結構理論、綜合分析法、結構之分段解析與傅接矩陣、結構之塑性分析與軸力影響等方面，發表為數甚多之學術論文。主要出版物有：《結構分析：虞兆中教授學術論著集》、《工程環境面面觀》等。所獲榮譽頗多，主要有：1966年教育部學術獎章與中國土木工程學會之工程學術獎章、1982年韓國釜山大學榮譽博士學位、1992年中大之名譽工學博士學位等。:467

## 其他
由於其強烈的自由主義教育觀，很難見容於政治權威，故臺大校長在三年任內，處處受到政治因素之掣肘。:466
1998年，臺大70年周校慶時，虞兆中指出動物、植物、人類學系擁有豐富的標本及研究成果，台大未來應該要建設博物館，把所有資源統合起來，開放給台大及民眾參觀，甚至透過網路，分享給全世界。
2005年的臺大校園文化資產詮釋課程中，學生拜訪前臺大校長虞兆中，請老校長回憶臺大作口述歷史，讓學生們留下深刻的印象。